# Francisco Morazán
José Francisco Morazán Quezada (Tegucigalpa, 3 de outubro de 1792 — San José da Costa Rica, 15 de setembro de 1842) foi um estadista, advogado e orador e general da América Central.

## Vida
Foi um político centro-americano que foi presidente da República Federal da América Central de 1830 a 1839. Antes de ser presidente da Central América, ele era o chefe de estado de Honduras. Ele ganhou destaque na Batalha de La Trinidad em 11 de novembro de 1827. Morazán então dominou a cena política e militar da América Central até sua execução em 1842.
Na arena política, Francisco Morazán foi reconhecido como um grande pensador e visionário, ao tentar transformar a América Central em uma grande e progressista nação. Ele promulgou reformas liberais na nova República Federal da América Central, incluindo liberdade de imprensa, liberdade de expressão e liberdade de religião. Morazán também limitou o poder da igreja ao tornar o casamento secular e ao abolir o dízimo com auxílio do governo.

Essas reformas fizeram dele alguns inimigos poderosos, e seu período de governo foi marcado por amargas lutas internas entre liberais e conservadores. Mas, por meio de suas habilidades militares, Morazán foi capaz de manter um firme controle do poder até 1837, quando a República Federal se tornou irrevogavelmente fraturada. Isso foi explorado pelos líderes conservadores, que se uniram em torno da liderança de Rafael Carrera e para proteger seus próprios interesses, acabaram dividindo a América Central em cinco nações.